# Eriospermum deserticolum
Eriospermum deserticolum là một loài thực vật có hoa trong họ Măng tây. Loài này được Marloth ex P.L.Perry mô tả khoa học đầu tiên năm 1984.